# Ada Bell Maescher
Ada Bell Harper Maescher (24 de janeiro de 1868 – 2 de setembro de 1939) foi uma empresária norte-americana, presidente de De Luxe Building Company, uma empresa de construção e arquitectura. Foi uma das mulheres contratadoras com maior sucesso nos Estados Unidos em inícios dos anos 1920.